# 何傑 (萬曆進士)
何傑，字興甫，號鳴台，四川成都府崇庆州人。明朝政治人物、進士出身。

## 生平
父何其謙，官叙州府教授。告歸课徒景德寺，傑從學焉。万历七年（1579年）己卯科四川鄉試解元，十七年（1589年）己丑成进士，工部觀政，十二月授湖廣光化縣知縣，十九年十一月調繁江夏縣知縣，卒于官，有循聲。

## 家族
弟何俶、何俅、何位，子何祚远，俱庠生。